# Магдалена, Карлос
Карлос Магдалена Родригес (исп. Carlos Magdalena Rodriguez, род. 1972, Хихон, Астурия, Испания) — испанский ботаник и садовод, специализирующийся на тропических растениях, размножении и сохранении растений.

## Сады Кью
С января 2003 года Магдалена работает в Королевских ботанических садах Кью в Лондоне, по состоянию на июль 2022 года на должности старшего ботаника-садовода (англ. senior botanical horticulturist). Работу в садах Кью совмещает с международными заданиями по поиску растений, публичными выступлениями, лекциями, фотографированием и выступлениями на телевидении и в СМИ на тему глобальной охраны растений.
Магдалена является специалистом по водным растениям из семейства кувшинковых (Nymphaeaceae). В июле 2022 года он описал новый вид растений из рода Виктория этого семейства — Victoria boliviana Magdalena et L. T. Sm..

## Восстановление вымирающих видов

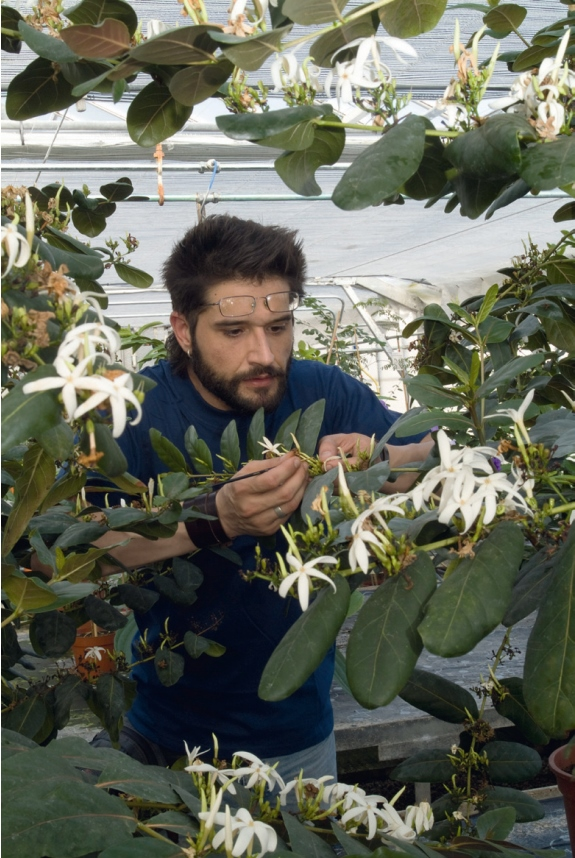
Карлос Магдалена проводит искусственное опыление Ramosmania rodriguesii в теплице Садов Кью

В круг научных интересов Карлоса Магдалены входит восстановление популяций видов растений, находящихся на грани исчезновения, и возвращение их в естественную среду обитания. В частности он занимался спасением от полного вымирания вида Ramosmania rodriguesii из семейства мареновых, эндемичного дерева с острова Родригес в Индийском океане, которое долгое время считалось полностью вымершим.
В 1979 году на острове было обнаружено единственное уцелевшее дерево этого вида, оно оказалось мужского пола. Черенки с этого дерева были доставлены в сады Кью и, хотя растение регулярно цвело, оно никогда не давало семян. Карлосу Магдалене удалось придумать, как заставить мужское растение давать женские цветы.
А именно, у мужского цветка срезалось рыльце пестика, и в образовавшийся срез помещалась пыльца с других цветков. Причём, как выяснилось, цветки предварительно должны были подвергаться экспозиции высоких температур и прямого солнечного света, чтобы столбики пестиков вырастали максимально длинными. Только при этих условиях были получены жизнеспособные семена, из которых были выращены как мужские, так и женские растения, что дало возможность осуществлять перекрёстное опыление.
А поскольку можно предположить наличие на острове Родригес естественных опылителей и распространителей плодов и семян Ramosmania rodriguesii — эндемичных бабочек (на что указывает белый трубчатый венчик цветков) и родригесских летучих лисиц (эти рукокрылые эндемики распространяют на острове плоды и семена других родов семейства мареновых, иксора и Pyrostria) соответственно, то успешное возвращение Ramosmania rodriguesii в естественную среду обитания представляется Карлосу Магдалене весьма вероятным.

### Книги
- Magdalena C. The Plant Messiah: Adventures in Search of the World’s Rarest Species = El mesías de las plantas: Aventuras en busca de las especies más extraordinarias del mundo. — Penguin UK, 2017. — 240 p. — ISBN 0-241-97930-7.

### Научные статьи
- Magdalena C. Raising the living dead: Ramosmania rodriguesii (англ.) // Sibbaldia: The Journal of Botanic Garden Horticulture. — 2010. — No. 8. — P. 63—73. — doi:10.24823/Sibbaldia.2010.137.
- Smith L. T., Magdalena C., Przelomska N. A. S., Pérez-Escobar O. A., Melgar-Gómez D. G., Beck S., Negrão R., Mian S., Leitch I. J., Dodsworth S., Maurin O., Ribero-Guardia G., Salazar C. D., Gutierrez-Sibauty G., Antonelli A., Monro A. K. Revised Species Delimitation in the Giant Water Lily Genus Victoria (Nymphaeaceae) Confirms a New Species and Has Implications for Its Conservation (англ.) // Frontiers in Plant Science. — 2022. — Vol. 13. — P. 883151. — doi:10.3389/fpls.2022.883151.